# Giba Um
Gilberto Luiz Di Pierro mais conhecido pelo seu pseudônimo Giba Um (São Paulo, 1 de janeiro de 1942) é um jornalista brasileiro, que também atua como apresentador de TV, produtor de teatro, consultor de comunicação e consultor de marketing político.

## História
Aos 21 anos de idade já tinha uma coluna política no jornal Última Hora, e depois sucedeu Samuel Wainer na direção do jornal. Criou a primeira revista de fofocas da TV: Contigo e a primeira voltada ao universo jovem: Pop. Foi Jurado dos programas de Flávio Cavalcanti e Silvio Santos. Foi Diretor de grupo de revistas femininas da Abril (12 anos). Hoje possui uma coluna diária no jornal Diário do Comércio e colunas semanais em 15 estados. É apresentador de um talk-show que leva seu nome.
É também fundador e presidente emérito do Projeto Down – Centro de Informação e Pesquisa da Síndrome de Down - primeira entidade brasileira voltada para informação e incentivo à pesquisa sobre Síndrome de Down.Giba criou esta instituição pelo fato de seu filho Bruno ser portador dessa doença. Giba no ano de 2001 foi eleito pela Associação dos Pioneiros, Profissionais e Incentivadores da Televisão no Brasil  pai da fofoca no Brasil.